# Turnaround (canción)
«Turnaround» (o Turn Around) es una canción de la banda estadounidense de New Wave Devo. La canción fue lanzada originalmente como lado B en algunas versiones del exitoso sencillo "Whip It" (que alcanzó el número 14 en la lista semanal de 100 sencillos más vendidos de Billboard), y posteriormente en la re-edición de 1993 del álbum Freedom of Choice.

## Versiones por otros artistas
La canción fue posteriormente versionada por la banda de grunge Nirvana para la BBC en sesiones con el 
DJ John Peel en 1990. Esta grabación fue lanzada originalmente como la primera canción del EP Hormoaning, y posteriormente en la compilación de rarezas Incesticide. Además, fue interpretada en algunos conciertos por la banda. La banda describió a "Turnaround" como "la mejor canción de Devo".